# Залив Сан Франциска
Залив Сан Франциска је велико ушће плиме и осеке у америчкој држави Калифорнији и даје име заливске области Сан Франциска. Њиме доминирају градови Сан Франциско, Сан Хозе и Оукланд.
Залив Сан Франциска одводи воду из приближно 40 процената Калифорније. Вода из река Сакраменто и Сан Хоакин, као и са планина Сијера Невада, улива се у залив Суисун, који затим путује кроз мореуз Каркињез да би се срео са реком Напа на улазу у залив Сан Пабло, који се на свом јужном крају спаја са заливом Сан Франциска. Затим се повезује са Тихим океаном преко мореуза Голден Гејт. Међутим, цела ова група међусобно повезаних залива често се назива залив Сан Франциска. Залив је 2. фебруара 2013. проглашен за Рамсарску мочвару од међународног значаја, а лука Оукланд у заливу је једна од најпрометнијих теретних лука на западној обали.

## Величина
Залив покрива негде између 1.000 и 4.000 км2, у зависности од тога који су подзаливи (као што је залив Сан Пабло), ушћа и  мочваре укључени у мерење.
Залив Сан Франциска је други по величини естуар на пацифичкој обали Америке, после Салиш мора у држави Вашингтон и Британске Колумбије у Канади.
Област Марина у Сан Франциску, која је тешко погођена земљотресом 1989., изграђена је на насипу који је тамо био постављен за међународну изложбу Панама-Пацифик, иако до течности није дошло у великим размерама. Током 90-их Међународни аеродром у Сан Франциску је предложио попуњавање још стотина хектара како би се прошириле своје претрпане међународне писте у замену за куповину других делова залива и њихово претварање у мочваре. Идеја је била, и остала, контроверзна.
У заливу Сан Франциско постоји пет великих острва. Аламида, највеће острво, настало је када је 1901. пресечена бродска трака да би се формирала лука Оукланд. То је сада приградска заједница. Анђеоско острво је било познато као „Западно острво Елис“ јер је служило као улазна тачка за имигранте из источне Азије. То је сада државни парк до којег се може доћи трајектом. Планинско острво Јерба Буена је пробијено тунелом који повезује источни и западни део моста Сан Франциско–Оукланд. На северу се налази вештачко и равно острво Трежр, место међународне изложбе Голден Гејт из 1939. Од Другог светског рата до 1990-их, оба острва су служила као војне базе и сада се обнављају. Изолован у центру залива је Алкатраз, место чувеног савезног казнионице. Савезни затвор на острву Алкатраз више не функционише, али је комплекс популарно туристичко место. Упркос свом имену, острво Маре у северном делу залива је пре полуострво него острво.

## Геологија
Сматра се да залив Сан Франциска представља искривљење Земљине коре између раседа Сан Андреас на западу и раседа Хејворд на истоку, иако се прецизна природа овога још увек проучава. Пре око 560.000 година, тектонско померање тла је довео до тога да се велико унутрашње језеро Коркоран излило у централну долину кроз мореуз Каркињез, изрезујући седимент и формирајући кањоне у данашњем северном делу залива Сан Франциско и мореуза Голден Гејт. 
Залив Сан Франциска се пунио и празнио морском водом много пута током плеистоцена у складу са променама нивоа мора изазваним напредовањем и повлачењем глацијала.  Током глацијације у Висконсину, пре између 15.000 и око 10.000 година, басен који сада испуњава залив Сан Франциско била је велика речна долина са малим брдима, која је каналисала реку Сакраменто кроз мореуз Голден Гејт у океан.  Када су велики ледени покривачи почели да се топе, пре око 11.000 година, ниво мора је почео нагло да расте, за око 2.54 цм годишње.  Отапање глечера у Сијера Невади испрало је огромне количине седимента низ реке Сакраменто и Сан Хоакин, који су се акумулирали на обалама залива, формирајући огромне блатне површине и мочваре које су подржавале локалне дивље животиње.  До 5000 године п.н.е. ниво мора је порастао за 90 метара, пунећи долину водом из Пацифика.  Фаралонска острва су оно што су некада била брда дуж старе обале,  а Potato Patch Shoal је област пешчаних дина сада прекривена океаном. 

## Екологија
Упркос свом урбаном и индустријском карактеру, залив Сан Франциска и делта реке Сакраменто-Сан Хоакин остају можда најважнија еколошка станишта Калифорније. Калифорнијски рак, калифорнијски иверак и пацифички лосос за риболов се ослањају на залив као расадник. Неколико преосталих сланих мочвара сада представљају већину преосталих сланих мочвара у Калифорнији, подржавајући бројне угрожене врсте и пружајући кључне услуге екосистема као што је филтрирање загађивача и седимената из река. Залив Сан Франциска је признат за заштиту од стране Калифорнијске политике залива и ушћа, а надзор обезбеђује Партнерство за ушће Сан Франциска. 
Со произведена из залива Сан Франциска производи се у језерцима и шаље се широм западних Сједињених Држава у пекаре, фабрике конзерви, рибаре, произвођаче сира и друге прехрамбене индустрије и користи се за одмрзавање зимских аутопутева, чишћење машина за дијализу бубрега, за исхрану животиња, и у многим индустријама. Многе компаније су производиле со у заливу, са Leslie Salt Company највећим приватним власником земљишта у области залива 1940-их.  
Слана језера ниског нивоа сланости одражавају екосистем залива, са рибом и птицама које једу рибу у изобиљу. Рибњаци средњег салинитета подржавају густу популацију шкампа, који пружају богат извор хране за милионе приобалних птица. Само микро-алге отпорне на сол опстају у језерцима високог салинитета и дају тамноцрвену боју овим језерцима од пигмента у протоплазми алги. Миш из слане мочваре је угрожена врста ендемична за мочваре залива Сан Франциско са високом толеранцијом на со. За станиште јој је потребна аутохтона кисела трава, коју често замењује инвазивна корњача. 
Сезонски распон температуре воде у заливу је од 12 °C јануара до септембра 16 °C када се мери у Форт Поинту, који се налази близу јужног краја моста Голден гејт и на улазу у залив Сан Франциска. 
Први пут у 65 година, пацифичка лучка плискавица се вратила у залив 2009.  Истраживање китова Голден Гејта, непрофитна организација фокусирана на истраживање китова, развила је базу података за идентификацију фотографија која омогућава научницима да идентификују специфичне јединке плискавице и покушава да утврди да ли је здравији залив донео њихов повратак.  Плискавица у пацифичкој луци се креће од Калифорније, до Аљаске и преко полуострва Камчатка и Јапана. Недавне генетске студије показују да постоји локални фонд од Сан Франциска до Руске реке и да популације источног Пацифика ретко мигрирају далеко, за разлику од плискавице у западној Атлантској луци. 
Кљунасти делфин проширује свој тренутни опсег ка северу од јужног калифорнијског залива. Први обални добри делфин у области залива у новије време примећен је 1983. код обале округа Сан Матео. 2001. кљунасти делфин су први пут примећени источно од моста Голден Гејт и потврђени фотографским доказима 2007. Зооархеолошки остаци указују на то да су добри делфини насељавали залив Сан Франциска у праисторијским временима све до најмање 700 година пре садашњости, а лобање делфина извучене из залива указују на повремене посетиоце у историјско доба. 

## Транспорт
Залив Сан Франциска се прешао чамцима пре доласка Европљана. Аутохтони народи користили су кануе за пецање и шкољке дуж обале. Једрењаци су омогућавали превоз између залива и других делова света — и служили су као трајекти и теретни бродови унутар залива и између залива и унутрашњих лука, као што су Сакраменто и Стоктон. Они су постепено замењени пловилима на парни погон почевши од касног 19. века. Неколико бродоградилишта је основано око залива, увећано током рата у близини Ричмонда 1940. у току Другог светског рата за изградњу масовне производње теретних бродова.

## Рекереација
Залив Сан Франциска је популаран за наутичаре (чамце, као и једрење на дасци и једрење змајем), због константних јаких западних/северозападних термички генерисаних ветрова – Бофортова сила 6 је уобичајена током летњих поподнева – и заштита од великих таласа отвореног океана. Трке јахти су популарне забаве, а област залива Сан Франциска је дом многих најбољих светских једриличара. Обалска бициклистичка и пешачка стаза позната као Стаза залива Сан Франциска окружује ивицу залива. Водена стаза у заливу Сан Франциска, развијена је растућа мрежа локација за кориснике малих чамаца без мотора (као што су кајакаши).
Калифорнијска канцеларија за процену опасности по здравље животне средине развила је савете за безбедну исхрану рибе уловљене у заливу Сан Франциска на основу нивоа живе или ПЦБ-а пронађених у локалним врстама.

## Галерија
| - Сан Франциско са острва Форбс - „Залив Сан Франциска“, слика Алберта Бирштата, 1871–73 - Град Беркли, залив Сан Франциско и округ Марин у позадини - Поглед на север у залив Сан Пабло на мосту Ричмонд-Сан Рафаел, 2010. - Алкатраз у зору у заливу Сан Франциска - Поглед из ваздуха на Голден Гејт и северни залив, гледајући источно од Пацифика - Људи такође пливају рекреативно, на плажи Келар у регионалној обали Ричмонда Милер/Нокс. - Изливање нафте у заливу - RMS Краљице Марије 2 у заливу Сан Франциска - НАСА сателитски снимак, који показује проток воде - Слана језера на јужном крају залива - Залив у јулу 2010. - Бродови на сидру у заливу |